# طولانی مدت
طولانی مدت (به انگلیسی: The Long Run) ششمین آلبوم موسیقی از گروه ایگلز به سبک راک آمریکایی است. این آلبوم در سال ۱۹۷۹ میلادی توسط آسیلوم رکوردز در ایالات متحده آمریکا و بریتانیا منتشر شد. سه آهنگ از این آلبوم با نام‌های اندوه امشب، طولانی مدت و من نمی‌توانم به شما بگویم چرا به صورت تک‌آهنگ پخش شد. آهنگ اندوه امشب برنده جایزه گرمی شد.

## فهرست ترانه‌ها
- طولانی مدت

خواننده: دان هنلی

مدت زمان: ۳:۴۲
- من نمی‌توانم به شما بگویم چرا

خواننده: تیموتی بی.اشمیت

مدت زمان: ۴:۵۶
- درون شهر

خواننده: جو والش

مدت زمان: ۳:۴۶
- دیسکوی غم‌انگیز

خواننده: دان هنلی

مدت زمان: ۲:۴۶
- پادشاه هالیوود

خواننده: دان هنلی و گلن فرای

مدت زمان: ۶:۲۷
- اندوه امشب

خواننده: گلن فرای

مدت زمان: ۴:۲۷
- آن کفش‌ها

خواننده: دان هنلی

مدت زمان: ۴:۵۷
- زندان نوجوان

خواننده: دان هنلی و گلن فرای

مدت زمان: ۳:۴۴
- یونانیان نمی‌خواهند آزاد شوند

خواننده: دان هنلی

مدت زمان: ۲:۲۱
- کافه غمگین

خواننده: دان هنلی

مدت زمان: ۵:۳۵